# اچ‌ام‌اس تسئوس (۱۸۹۲)
اچ‌ام‌اس تسئوس (۱۸۹۲) (به انگلیسی: HMS Theseus (1892)) یک کشتی بود که طول آن ۳۸۷٫۵ فوت (۱۱۸٫۱ متر) بود. این کشتی در سال ۱۸۹۲ ساخته شد.